# Wahlkreis Cambridge

Wahlkreise in Cambridgeshire (1995 – 2007)

Wahlkreise in Cambridgeshire (2007 – 2023)

Wahlkreise in Cambridgeshire (seit 2023)

Der Wahlkreis Cambridge ist ein seit 1295 bestehender Wahlkreis (englisch constituency) für die Wahl eines Abgeordneten des britischen Unterhauses (House of Commons).

## Ergebnisse (seit 1997)

### Parlamentswahl 1997
| Kandidaten           | Kandidaten         | Parteien                         | Stimmen | %    |
| -------------------- | ------------------ | -------------------------------- | ------- | ---- |
|                      | Anne Campbell      | Labour Party                     | 27.436  | 53,4 |
|                      | David Platt        | Conservative Party               | 13.299  | 25,9 |
|                      | Geoffrey Heathcock | Liberal Democrats                | 8.287   | 16,1 |
|                      | William Burrows    | Referendum Party                 | 1.262   | 2,5  |
|                      | Margaret Wright    | Green Party of England and Wales | 654     | 1,3  |
|                      | Anna Johnstone     | ProLife Alliance                 | 191     | 0,4  |
|                      | Raymond Athow      | Workers Revolutionary Party      | 107     | 0,2  |
|                      | M. Gladwin         | Natural Law Party                | 103     | 0,2  |
| Gesamt               | Gesamt             | Gesamt                           | 51.339  | 100  |
|                      |                    |                                  |         |      |
| Quelle: UK Parlament |                    |                                  |         |      |

### Parlamentswahl 2001
| Kandidaten           | Kandidaten        | Parteien                         | Stimmen | %    |
| -------------------- | ----------------- | -------------------------------- | ------- | ---- |
|                      | Anne Campbell     | Labour Party                     | 19.316  | 45,1 |
|                      | David Howarth     | Liberal Democrats                | 10.737  | 25,1 |
|                      | Graham Stuart     | Conservative Party               | 9.829   | 22,9 |
|                      | Stephen Lawrence  | Green Party of England and Wales | 1.413   | 3,3  |
|                      | Howard Senter     | Socialist Alliance               | 716     | 1,7  |
|                      | Len Baynes        | UK Independence Party            | 532     | 1,2  |
|                      | Clare Underwood   | ProLife Alliance                 | 232     | 0,5  |
|                      | Margaret Courtney | Workers Revolutionary Party      | 61      | 0,1  |
| Gesamt               | Gesamt            | Gesamt                           | 42.836  | 100  |
|                      |                   |                                  |         |      |
| Quelle: UK Parlament |                   |                                  |         |      |

### Parlamentswahl 2005
| Kandidaten           | Kandidaten          | Parteien                         | Stimmen | %    |
| -------------------- | ------------------- | -------------------------------- | ------- | ---- |
|                      | David Howarth       | Liberal Democrats                | 19.152  | 44,0 |
|                      | Anne Campbell       | Labour Party                     | 14.813  | 34,0 |
|                      | Ian Lyon            | Conservative Party               | 7.193   | 16,5 |
|                      | Martin Lucas-Smith  | Green Party of England and Wales | 1.245   | 2,9  |
|                      | Helene Davies       | UK Independence Party            | 569     | 1,3  |
|                      | Tom Woodcock        | Respect – The Unity Coalition    | 477     | 1,1  |
|                      | Suzon Forscey-Moore | unabhängig                       | 60      | 0,1  |
|                      | Graham Wilkinson    | unabhängig                       | 60      | 0,1  |
| Gesamt               | Gesamt              | Gesamt                           | 43.569  | 100  |
|                      |                     |                                  |         |      |
| Quelle: UK Parlament |                     |                                  |         |      |

### Parlamentswahl 2010
| Kandidaten           | Kandidaten        | Parteien                         | Stimmen | %    |
| -------------------- | ----------------- | -------------------------------- | ------- | ---- |
|                      | Julian Huppert    | Liberal Democrats                | 19.621  | 39,1 |
|                      | Nick Hillman      | Conservative Party               | 12.829  | 25,6 |
|                      | Daniel Zeichner   | Labour Party                     | 12.174  | 24,3 |
|                      | Tony Juniper      | Green Party of England and Wales | 3.804   | 7,6  |
|                      | Peter Burkinshaw  | UK Independence Party            | 1.195   | 2,4  |
|                      | Martin Booth      | Cambridge Socialists             | 362     | 0,7  |
|                      | Robert Ambridge   | unabhängig                       | 145     | 0,3  |
| Gesamt               | Gesamt            | Gesamt                           | 50.130  | 100  |
|                      |                   |                                  |         |      |
| Ungültige Stimmen    | Ungültige Stimmen | Ungültige Stimmen                | 158     | 0,3  |
| Wähler               | Wähler            | Wähler                           | 50.288  | 67,3 |
| Wahlberechtigte      | Wahlberechtigte   | Wahlberechtigte                  | 74.699  |      |
|                      |                   |                                  |         |      |
| Quelle: UK Parlament |                   |                                  |         |      |

### Parlamentswahl 2015
| Kandidaten           | Kandidaten        | Parteien                         | Stimmen | %    |
| -------------------- | ----------------- | -------------------------------- | ------- | ---- |
|                      | Daniel Zeichner   | Labour Party                     | 18.646  | 36,0 |
|                      | Julian Huppert    | Liberal Democrats                | 18.047  | 34,9 |
|                      | Chamali Fernando  | Conservative Party               | 8.117   | 15,7 |
|                      | Rupert Read       | Green Party of England and Wales | 4.109   | 7,9  |
|                      | Patrick O’Flynn   | UK Independence Party            | 2.668   | 5,2  |
|                      | Keith Garrett     | Rebooting Democracy              | 187     | 0,4  |
| Gesamt               | Gesamt            | Gesamt                           | 51.774  | 100  |
|                      |                   |                                  |         |      |
| Ungültige Stimmen    | Ungültige Stimmen | Ungültige Stimmen                | 171     | 0,3  |
| Wähler               | Wähler            | Wähler                           | 51.945  | 62,3 |
| Wahlberechtigte      | Wahlberechtigte   | Wahlberechtigte                  | 83.384  |      |
|                      |                   |                                  |         |      |
| Quelle: UK Parlament |                   |                                  |         |      |

### Parlamentswahl 2017
| Kandidaten           | Kandidaten        | Parteien                         | Stimmen | %    |
| -------------------- | ----------------- | -------------------------------- | ------- | ---- |
|                      | Daniel Zeichner   | Labour Party                     | 29.032  | 51,9 |
|                      | Julian Huppert    | Liberal Democrats                | 16.371  | 29,3 |
|                      | John Hayward      | Conservative Party               | 9.133   | 16,3 |
|                      | Stuart Tuckwood   | Green Party of England and Wales | 1.265   | 2,3  |
|                      | Keith Garrett     | Rebooting Democracy              | 133     | 0,2  |
| Gesamt               | Gesamt            | Gesamt                           | 55.934  | 100  |
|                      |                   |                                  |         |      |
| Ungültige Stimmen    | Ungültige Stimmen | Ungültige Stimmen                | 135     | 0,2  |
| Wähler               | Wähler            | Wähler                           | 56.069  | 71,4 |
| Wahlberechtigte      | Wahlberechtigte   | Wahlberechtigte                  | 78.544  |      |
|                      |                   |                                  |         |      |
| Quelle: UK Parlament |                   |                                  |         |      |

### Parlamentswahl 2019
| Kandidaten           | Kandidaten        | Parteien                         | Stimmen | %    |
| -------------------- | ----------------- | -------------------------------- | ------- | ---- |
|                      | Daniel Zeichner   | Labour Party                     | 25.776  | 48,0 |
|                      | Rod Cantrill      | Liberal Democrats                | 16.137  | 30,0 |
|                      | Russell Perrin    | Conservative Party               | 8.342   | 15,5 |
|                      | Jeremy Caddick    | Green Party of England and Wales | 2.164   | 4,0  |
|                      | Peter Dawe        | Brexit Party                     | 1.041   | 1,9  |
|                      | Miles Hurley      | unabhängig                       | 111     | 0,2  |
|                      | Jane Robins       | Social Democratic Party          | 91      | 0,2  |
|                      | Keith Garrett     | Rebooting Democracy              | 67      | 0,1  |
| Gesamt               | Gesamt            | Gesamt                           | 53.729  | 100  |
|                      |                   |                                  |         |      |
| Ungültige Stimmen    | Ungültige Stimmen | Ungültige Stimmen                | 162     | 0,3  |
| Wähler               | Wähler            | Wähler                           | 53.891  | 67,4 |
| Wahlberechtigte      | Wahlberechtigte   | Wahlberechtigte                  | 79.951  |      |
|                      |                   |                                  |         |      |
| Quelle: UK Parlament |                   |                                  |         |      |

### Parlamentswahl 2024
| Kandidaten           | Kandidaten        | Parteien                         | Stimmen | %    |
| -------------------- | ----------------- | -------------------------------- | ------- | ---- |
|                      | Daniel Zeichner   | Labour Party                     | 19.614  | 46,6 |
|                      | Cheney Payne      | Liberal Democrats                | 8.536   | 20,3 |
|                      | Sarah Nicmanis    | Green Party of England and Wales | 6.842   | 16,3 |
|                      | Shane Manning     | Conservative Party               | 5.073   | 12,0 |
|                      | Khalid Abu-Tayyem | Workers Party of Britain         | 951     | 2,3  |
|                      | David Carmona     | unabhängig                       | 819     | 1,9  |
|                      | Keith Garrett     | Rebooting Democracy              | 265     | 0,6  |
| Gesamt               | Gesamt            | Gesamt                           | 42.100  | 100  |
|                      |                   |                                  |         |      |
| Ungültige Stimmen    | Ungültige Stimmen | Ungültige Stimmen                | 372     | 0,9  |
| Wähler               | Wähler            | Wähler                           | 42.472  | 60,4 |
| Wahlberechtigte      | Wahlberechtigte   | Wahlberechtigte                  | 70.321  |      |
|                      |                   |                                  |         |      |
| Quelle: UK Parlament |                   |                                  |         |      |